# Howley
Howley es un pueblo canadiense situado en la provincia de Terranova y Labrador.

## Superficie
Howley tiene una superficie de 19,91 km².

## Demografía
En 2021, tenía 179 habitantes, una densidad poblacional de 9 hab./km², y 135 viviendas.